# Aralia
Aralia, comúnmente llamado árbol de angélica, es un género  de la familia Araliaceae, consistente en 68 especies aceptadas de árboles caducifolios y siempreverdes,  arbustos, y algunas especies herbáceas rizomatosas perennes, los tamaños varían desde algunas que sólo alcanzan 50 cm hasta árboles de más de 20 m de altura. Es nativo de Asia (Japón y China) y del continente americano, con muchas especies en los montes boscosos. 

## Características
Hojas bipinnadas grandes reunidas al tope de las ramas, a veces cubiertas de barbas. Las flores son blancuzcas o verdosas, surgen en panículas terminales. Frutos drupáceos esféricos de color púrpura oscura, apreciados por las aves. 
Las especies más cultivadas como plantas de interior son Aralia japonica, conocida como A. sieboldii y como Fatsia japonica, y A. elegantisima. 

## Ecología
Los miembros de este género son alimento de larvas de algunas especies de Lepidoptera incluyendo a Hemithea aestivaria (esmeralda común).

## Especies

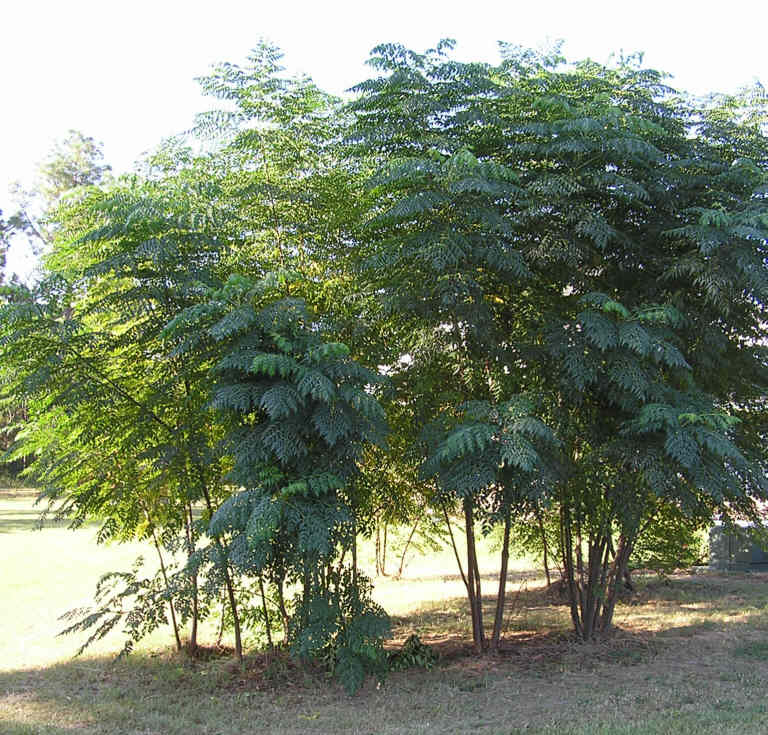
Aralia spinosa.